# Kapitan Hak

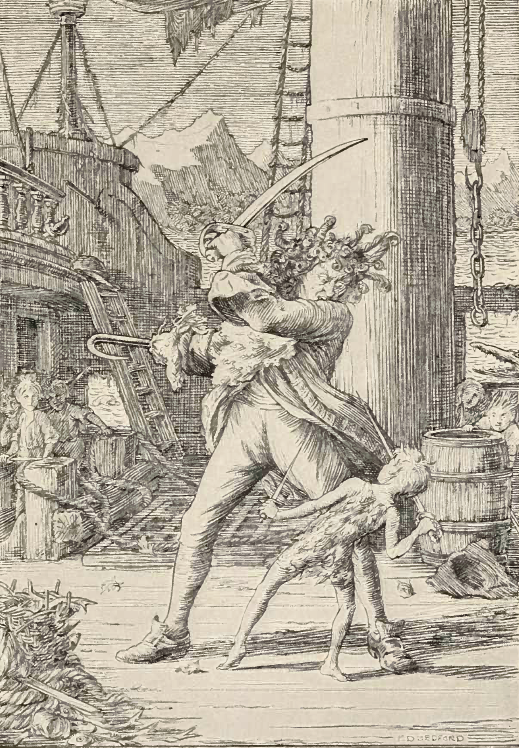
Kapitan Hak walczy z Piotrusiem Panem Jamesa Matthew Barriego, „Peter and Wendy”, Charles Scribner’s Sons, New York, 1912

Kapitan James Hak – postać fikcyjna, stworzona przez J.M. Barriego, pojawia się w sztuce teatralnej oraz powieści tego autora „Przygody Piotrusia Pana” (a właściwie „Piotruś i Wendy”) jako główny antagonista. Jest również jednym z głównych bohaterem powieści „Piotruś Pan w czerwieni” autorstwa Geraldine McCaughrean. Największy wróg tytułowego bohatera, kapitan pirackiego okrętu „Wesoły Roger”.
Kapitan Hak pojawia się także w Disney'owskich adaptacjach historii o Piotrusiu Panie, takich jak Piotruś Pan (film 1953), Piotruś Pan: Wielki powrót, Jake i piraci z Nibylandii oraz Piotruś Pan i Wendy (film 2023).

## Wygląd postaci
Jest wysoki, swoim wyglądem budzi postrach. Ma czarne włosy, ciemne oczy i brwi (w filmie „Hook” jego włosy jak i rzęsy są sztuczne). Ubierał się zawsze elegancko i schludnie. Jego znakiem rozpoznawczym był żelazny hak na miejscu prawej dłoni. Hak ten służył mu jako broń (przebijał nim swoich wrogów lub piratów, którzy mu się narazili), ale używał go też w inny sposób np. korzystał z niego podczas czesania czy drapania się po plecach. Przyzwyczaił się do niego na tyle, że nawet mówił, iż gdyby miał dzieci, to chciałby, by rodziły się one z hakami zamiast prawej dłoni.

## Cechy postaci
Człowiek okrutny, podły i despotyczny, nienawidzący dzieci, a w szczególności Piotrusia Pana, niebojący się nikogo oprócz krokodyla. W niektórych wersjach filmowych (zwłaszcza w filmie „Hook” Stevena Spielberga) widzimy, że boi się on również zegarów, a właściwie czasu, gdyż bieg czasu sprawia, że on się starzeje, a tym samym zbliża się do śmierci. Hak sprawia wrażenie człowieka eleganckiego i szlachetnego, lecz w rzeczywistości daleko mu do takiego wizerunku. Jest o wiele bardziej wykształcony i obyty w świecie niż jego załoga. Ma okrutny charakter, nie zna litości do nikogo. Swoich wrogów, tak jak i piratów, którzy mu się narazili, zabija bezlitośnie. Nie przestrzega w najmniejszym stopniu zasad uczciwości w walce, chociaż często wspomina o tym, że należy przestrzegać „dobrych manier”. Złe maniery zaś są przez niego potępiane. Jest dwulicowy i niegodziwy. Umowy, jakie zawiera, dotrzymuje tylko w pewnym stopniu lub bardzo dosłownie (np. kiedy obieca, że kogoś nie skrzywdzi, dotrzyma słowa, gdyż nie zabije go osobiście, co nie oznacza jednak, że nie każe komuś tego zrobić lub nie podłoży mu trucizny lub bomby). Potrafi być jednak wrażliwy, np. wzrusza go poświęcenie Niby-ptaka w walce o swoje potomstwo, cierpi z powodu braku matki (stąd też pomysł porwania Wendy), nie potrafił zabić śpiącego Piotrusia, gdyż wzruszył go widok śpiącego dziecka. Nie posiadał przyjaciół i ich nie szukał. W skrajnych chwilach zwierzał się bosmanowi Plamie. Gra amatorsko na klawikordzie. Jest świetnym szermierzem, otrzymał kilka lekcji od Sinobrodego. Tylko Piotruś Pan może mu dorównać. Nienawidzi tego chłopca, ponieważ drażni go jego zuchwałość oraz umiejętność radzenia sobie w każdym problemie, jak również zdolność zdobywania sobie przyjaciół.

## Rola w powieściach

### Przygody Piotrusia Pana
Nie wiadomo nic o młodości Jamesa Haka. Wiadomo tylko, że kiedyś był bosmanem kapitana Czarnobrodego. Swego czasu przyjaźnił się z Sinobrodym. Nie wiadomo, jak został kapitanem „Wesołego Rogera”, kiedy trafił do Nibylandii, ani jak wszedł w konflikt z Piotrusiem Panem. Wiemy jednak, że podczas jednej z walk Piotruś obciął mu prawą dłoń i rzucił w paszczę przepływającego w pobliżu krokodyla. Temu zaś tak zasmakowała owa dłoń, że postanowił zjeść całego kapitana Haka, którego chroniło jedynie to, że krokodyl połknął kiedyś budzik, przez co zawsze, gdy się zbliżał, słychać było głośne tykanie. Kapitan jednak cały czas drżał ze strachu, że kiedyś zegar stanie, a wówczas krokodyl weźmie go z zaskoczenia i pożre go. James Hak spędzał większość czasu w Nibylandii na uganianiu się po całej wyspie za Zagubionymi Chłopcami (Drobinką, Kędziorkiem, Stalówką, Milczkiem i Bliźniakami) oraz ich hersztem, Piotrusiem Panem. Jeździł wówczas na wózku, który pchali jego ludzie. Gdy Piotrusia nie było w Nibylandii, to wówczas Hak i jego banda ograniczali się do wyzwisk i złośliwości wobec Chłopców. Piraci wchodzili również często w konflikt z Indianami. Podczas jednej z wypraw Hak przypadkiem usiadł na grzybie, który okazał się kominem kryjówki Piotrusia Pana – Hak odkrył to, kiedy zaczął się palić. W ten sposób pirat dowiedział się, gdzie znajduje się siedziba jego wroga. Ponieważ jednak wejście do niej było dla niego za małe, wpadł na pomysł dokuczenia Chłopcom. Jego ludzie upiekli ciasto i podrzucili je pod kryjówkę Chłopców, wiedząc, że ci nie mają matki i nie będą wiedzieli, że nie należy jeść świeżego ciasta. Plan nie powiódł się jednak, gdyż do Nibylandii przybyła Wendy i zajęła się opieką nad Chłopcami. Pewnego dnia na „Wesołego Rogera” włamała się Tygrysia Lilia, księżniczka Indian, z zamiarem zabicia kapitana Haka. Została jednak złapana i na rozkaz swego dowódcy piraci Plama i Twardy Hrabia mieli ją zostawić na pastwę przypływu w grocie na Skale Rozbitków. Nieco później Hak przypłynął, by sprawdzić osobiście wykonanie zleconego przez siebie zadania. Zaczął wówczas rozmawiać ze swoimi podwładnymi na temat Niby-ptaka, którego zobaczył nieopodal. Pod wpływem tej rozmowy wpadł na pomysł porwania Wendy i uczynienia z niej matki piratów. Wraz z Plamą i Twardym Hrabią założył w tym celu spisek (który później jednak nie został zrealizowany). Hak w pewnym momencie spostrzegł, że Tygrysia Lilia zniknęła. Okazało się, że piraci puścili ją wolno, gdyż usłyszeli wyraźne rozkazy swego dowódcy, który nakazał im to zrobić. Kapitan jednak nie wydał takiego rozkazu, gdyż zrobił to Piotruś Pan udając głos swego wroga. Chwilę później doszło do pojedynku między dwoma adwersarzami. Podczas tego starcia Hak zachował się nieuczciwie, gdyż ugryzł Piotrusia w brzuch, gdy ten podał mu rękę, by go wciągnąć na skałę, z której pirat zaczął spadać. Piotruś ocalał dzięki pomocy Niby-ptaka, zaś sam kapitan nie zabił go wówczas tylko dlatego, że na miejsce przybył tykający krokodyl i piraci salwowali się ucieczką. Jakiś czas później korzystając z okazji, że Indianie mają eskortować Wendy i Chłopców do końca Nibylandii Hak zdradziecko zaatakował ich, wybił oddział Indian, złapał Chłopców, a przy okazji odkrył, że jeden z nich, Drobinka, poszerzył swoje własne wejście do ich kryjówki. Wejście było na tyle duże, aby dorosły człowiek mógł się przez nie przecisnąć. Hak wszedł wówczas do kryjówki Piotrusia Pana i zatruł jego lekarstwo. Piotruś jednak przeżył dzięki pomocy wróżki Dzwoneczek. Wdarł się on później na „Wesołego Rogera”, zabił kilku piratów, a następnie doprowadził do ostatecznej bitwy ze swym wrogiem, w której prawie wszyscy morscy rozbójnicy zginęli, zaś sam Hak został zmuszony do stoczenia pojedynku z Piotrusiem. Przegrał go, ale poprosił swego przeciwnika, aby ten zamiast przebić go mieczem, kopnął go nogą (Hak chciał bowiem choć raz w życiu zobaczyć złe maniery Piotrusia). Kapitan zleciał do wody z okrzykiem: „Złe maniery” i wpadł w otwartą paszczę krokodyla, któremu tego samego dnia zegar w brzuchu przestał tykać.

### Piotruś Pan w czerwieni
W kontynuacji powieści J.M. Barriego Hak nie ginie w brzuchu krokodyla, ale żyje w nim bez trudu, żywiąc się jajami, które gad miał niedługo znieść (krokodyl był bowiem samicą). Za pomocą trucizny, jaką pirat miał przy sobie, zwierzę zostaje zatrute, a kapitan opuszcza jego martwe ciało, z którego trucizna wycieka do rzeki i zatruwa całą Nibylandię, czyniąc z niej ponurą i smutną krainę. Hak postanawia odnaleźć Piotrusia Pana i zabić go. Pod nazwiskiem Ravello zakłada cyrk i czeka na okazję do zemsty. Jego obsesja na punkcie Wiecznego Chłopca doprowadza do tego, że nawet nie potrafi zasnąć, gdyż przeszkadza mu w tym myśl o pomście. W międzyczasie, gdy Piotruś znajduje nowych Zagubionych Chłopców Hak podstępem doprowadza do tego, że oni dorastają (czynił to wciągając ich w rozmowy, podczas których dzieci mówiły, kim chcą być, jak dorosną, co wywołało w nich proces dorastania). Chłopcy po tym, gdy dorośli musieli opuścić siedzibę swego przywódcy, a nie mogąc wrócić do prawdziwego świata błąkali się bez celu po Nibylandii jako Wyjce pragnący zemsty na Piotrusiu Panie, którą to chęć skutecznie podsycał Hak. Jakiś czas później, gdy Wendy, Janek oraz pierwsi Zagubieni Chłopcy (Drobinka, Milczek, Kędziorek i Bliźniaki) z pomocą ubrań swych dzieci odzyskują chwilowo swoje dzieciństwo i wracają do Nibylandii, Hak ratuje ich z opresji, jaką zorganizował na nich Twardy Hrabia. W ten sposób zdobywa on zaufanie Piotrusia Pana i jego przyjaciół, którzy nie poznają w nim swego dawnego wroga. Hak vel Ravello dołącza do bohaterów, który ruszają poszukiwania skarbu piratów ukrytego niegdyś w Nibylandii. Wyprawa obfituje w liczne niebezpieczeństwa, drużyna jednak wychodzi z nich zwycięsko głównie dzięki pomocy Człowieka z Włóczki (jak nazywali Haka Piotruś i jego kompanii ze względu na ogromny, czerwony sweter, jaki mężczyzna nosił). W międzyczasie jednak Hak podstępem doprowadza do tego, iż Drobinka dorasta i zgodnie z prawem Nibylandii musi dołączyć do Wyjców. Później rzekomy pan Ravello ratuje życie samemu Piotrusiowi podczas przeprawy przez most, a innym razem pozbawia bohaterów ich cieni wmawiając im, że dzięki temu łatwiej się będzie im wspinać na górę, gdzie znajduje się skarb – w rzeczywistości kapitan pozbawiając dzieci ich cieni odebrał im możliwość latania, o czym oni nie wiedzieli. Prócz tego Hak podczas podróży cały czas schlebia Wiecznemu Chłopcu ciesząc się, iż ten nosi jego dawny płaszcz oraz szkolny krawat – wiedział bowiem doskonale, iż w Nibylandii każdy, kto nosi czyjeś ubranie, przejmuje cechy właściciela tychże ubrań. W końcu wyprawa osiąga swój cel i wówczas okazuje się, że skarbem pirackim są dawne szkolne przedmioty Jakuba Haka, który teraz ujawnia swe prawdziwe oblicze i triumfuje, ponieważ widzi, iż moc jego płaszcza i krawatu zadziałała na Piotrusia i uczyniła z niego okrutnika. Zadowolony z dokonanej zemsty chce odejść i pozwolić umrzeć Piotrusiowi, litościwie zdejmując z niego swoją garderobę, aby okazać wielkoduszność pokonanemu przeciwnikowi. Piotruś jednak odzyskuje zdrowie i swoją dawną tożsamość dzięki pomocy przyjaciół, po czym próbuje dopaść Haka. Najpierw jednak musi pokonać Wyjców, którzy próbują zabić swego ex-dowódcę i jego przyjaciół. Do walki włączają się zwierzęta z cyrku Ravella, które przeganiają Wyjców, ale same zostają zaatakowane przez wróżki. Hak próbuje bronić swoich podopiecznych i prosi o pomoc Piotrusia. Ten litościwie przegania napastników, po czym stacza pojedynek ze swym największym wrogiem. Pokonuje go dzięki pomocy pieska, jakiego sprowadziła do Nibylandii Wendy, ale nie zabija Haka, a zostawia go rannego i osłabionego na pastwę losu. Kapitan jednak ocalał dzięki litości okazanej przez Wendy, która czule całuje go w policzek i przykrywa go jego dawnym płaszczem, aby skonał z godnością. Płaszcz ten przywraca Hakowi siły, dzięki czemu pirat postanawia kontynuować swoją zemstę na Piotrusiu Panie.
W tej powieści ujawnione zostaje kilka wydarzeń z przeszłości kapitana Haka – przede wszystkim to, że jego matka była osobą niezwykle okrutną i apodyktyczną, która nie umiała okazywać synowi matczynej miłości i zabrała go z wymarzonej szkoły, czym doprowadziła do tego, iż James uciekł z domu i został piratem. Prócz tego z książki wynika, iż pierwszą ukradzioną przez pirata rzeczą był puchar za najlepsze wyniki w baseballu, którego Hak normalnie uczciwie nie zdołał zdobyć – ukradł go w dniu swojej ucieczki z domu.